# Aldeanueva del Codonal
Aldeanueva del Codonal település Spanyolországban, Segovia tartományban. Aldeanueva del Codonal Nava de la Asunción, Nieva, Juarros de Voltoya, Aldehuela del Codonal és Codorniz községekkel határos. Lakosainak száma 108 fő (2024).

## Népesség
A település népessége az elmúlt években az alábbi módon változott:
| Lakosok száma | 207  | 194  | 169  | 161  | 146  | 139  | 127  | 117  | 114  | 108  |
|               | 2001 | 2004 | 2007 | 2009 | 2012 | 2014 | 2017 | 2019 | 2022 | 2024 |